# ميشكواتل

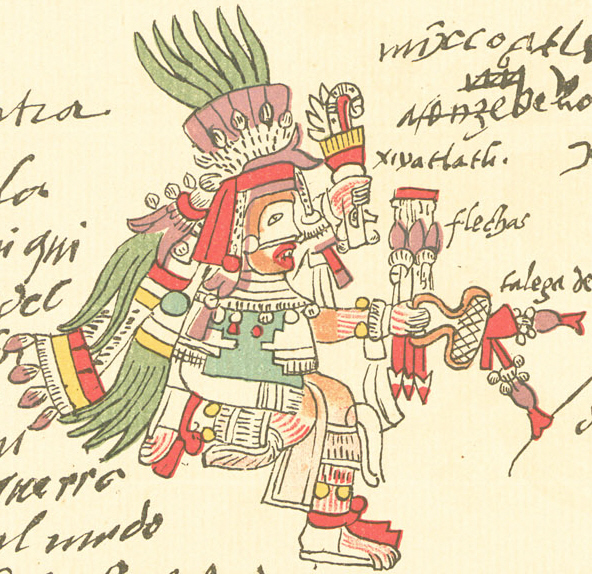
ميشكواتل

ميشكواتل (بالإنجليزية: Mixcoatl)‏ الرب الأزتيكي للحرب والصيد، ورب النجم القطبي. أحيانا يكون شكلا آخر للرب تيزكاتليبوكا، وخاصة عندما صنع النار باستخدام القداحة (التي تدور على محورها) كأداة للثقب. إنه ابن سيواكواتل Cihuacoatl، ووالد كيتزالكواتل Quetzalcoatl من شوتشيكيتزال Xochiquetzal ووالد ويتزيلوبوتشتلي Huitzilopochtli من كوتليكو Coatlicue. المعنى الحرفي لاسم ميشكواتل هو «الثعبان السحابي أو ثعبان السحاب».